# André Havas
André Havas (Boedapest, 1949 is een Hongaarse beeldend kunstenaar en psychotherapeut. 

## Biografie
André Havas was zeven jaar oud toen hij op 3 december 1956 met zijn ouders te voet de Hongaars-Oostenrijkse grens overstak. Net als veel andere Hongaren ontvluchtte het gezin het communistische bewind en vestigde zich in december 1956 in Nederland. Na zijn jeugd in Eindhoven en bracht hij een jaar door in de VS. Havas studeerde vervolgens geneeskunde aan de Universiteit van Amsterdam en volgde daar een opleiding tot psychotherapeut bij RINO. 
Met de door hemzelf opgerichte stichting Kontakt Sentra zette hij zich in voor de hardnekkigste harddruggebruikers in Amsterdam.
Daarnaast werd hij bekend als beeldend kunstenaar. In Boedapest staat zijn kunstwerk Duikboot naar de Vrijheid, dat symbool moet staan voor de vluchtelingen en voor de hoop die zij hadden op een nieuwe toekomst. Hij maakte uit stalen platen een deel van de romp van een onderzeeër. Uit het luik van de duikboot bungelt een koffer aan een arm.
In IJmuiden is bij de Pleiadenschool het kunstwerk Dik Tom in de ton (1990) te vinden. Het beeld toont een 'mannetje' in een ton bovenaan een gebogen plaat metaal. Havas maakte dit beeld samen met beeldhouwer Floris de Graaf. Oorspronkelijk stond op die plek een beeld van Dik Trom door Eric Claus dat door diefstal was verdwenen.
In de Amsterdamse Anjelierstraat bevindt zich het werk Geveltoeristen. Aan de Boomgaardweg in Almere staat de Gouden man (2003), een gepolychromeerd bronzen man die leunend tegen een lantaarnpaal opkijkt naar een flat.
Ter gelegenheid van het 75-jarig bestaan van De Open Ankh in 2002 werd besloten om het motto van De Open Ankh ‘Zorg voor anderen zoals je voor jezelf zou wensen’ in een kunstwerk te laten uitbeelden. Dit kunstwerk van Havas met de titel Het Gebaar is vervolgens geplaatst bij het hoofdkantoor van de De Open Ankh aan de Oude Tempellaan 1 in Soesterberg. Toen de organisatie De Open Ankh is opgeheven en ontmanteld is dit kunstwerk in 2013 verplaatst naar zorginstelling Sherpa in Baarn.

## Kunstwerken

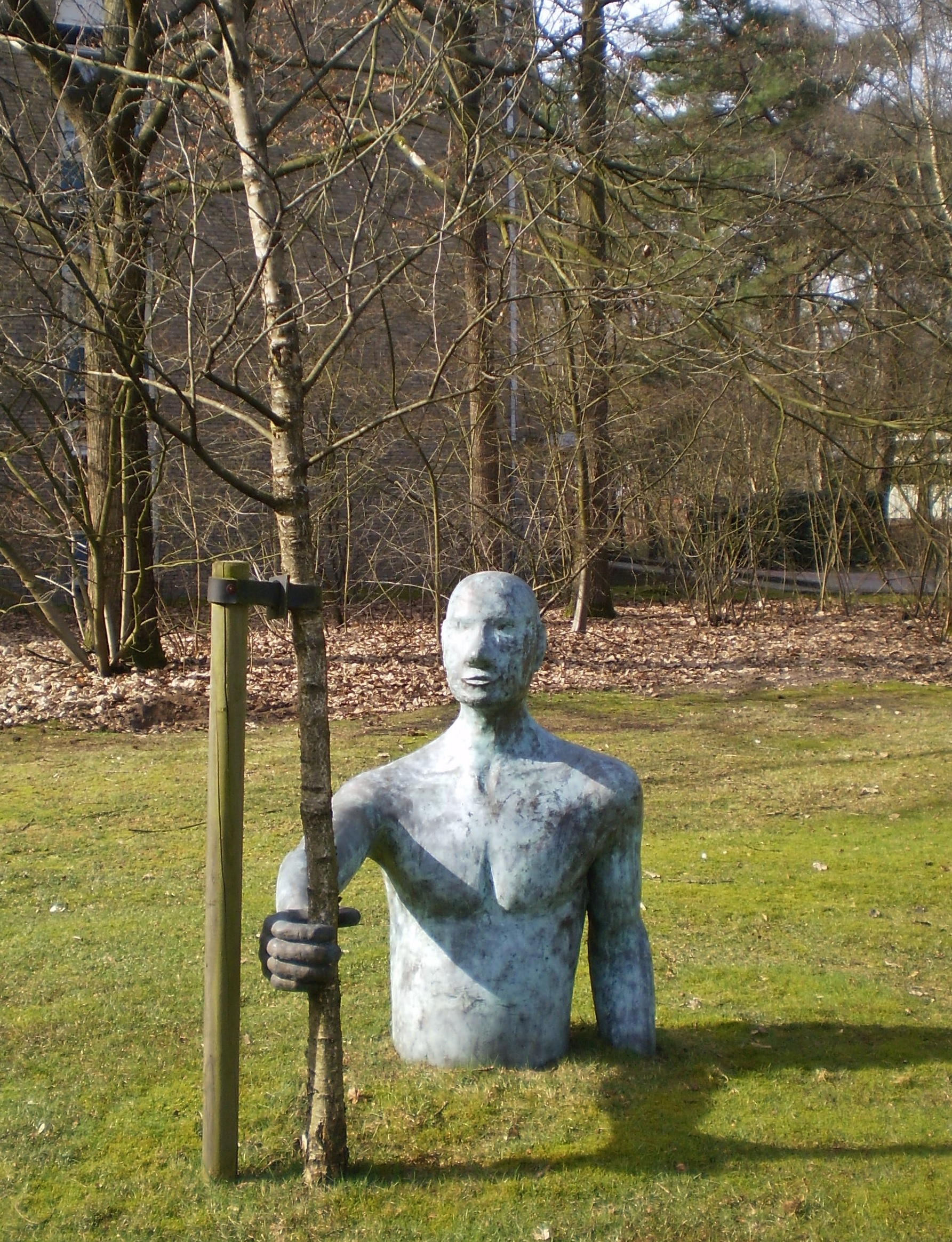
Het gebaar
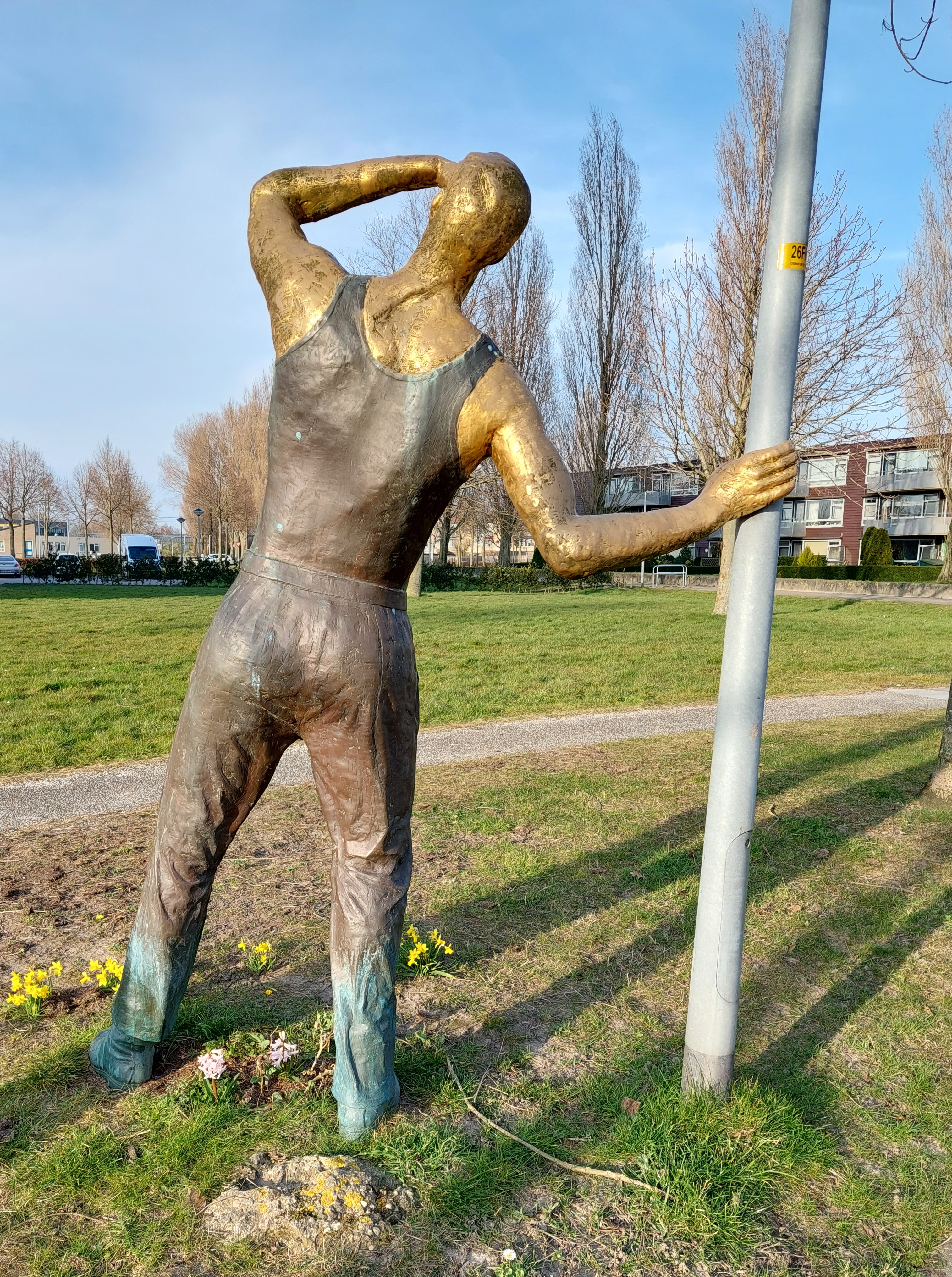
De Gouden Man